# 中甸黄耆
中甸黄耆（学名：Astragalus forrestii）是豆科黄芪属的植物，是中国的特有植物。分布于中国大陆的云南等地，生长于海拔3,000米至3,200米的地区，常生长在山坡草地，目前尚未由人工引种栽培。